# Fairfax (Oklahoma)
Fairfax es un pueblo ubicado en el condado de Osage en el estado estadounidense de Oklahoma. En el año 2010 tenía una población de 1380 habitantes y una densidad poblacional de 657,14 personas por km².

## Geografía
Fairfax se encuentra ubicado en las coordenadas 36°34′17″N 96°42′23″O / 36.57139, -96.70639 (36.571386, -96.706259).

## Demografía
Según la Oficina del Censo en 2000 los ingresos medios por hogar en la localidad eran de $21,652 y los ingresos medios por familia eran $25,385. Los hombres tenían unos ingresos medios de $26,518 frente a los $21,250 para las mujeres. La renta per cápita para la localidad era de $12,765. Alrededor del 28.0% de la población estaban por debajo del umbral de pobreza.